# Бабеш, Виктор
Виктор Бабеш (рум. Victor Babeș, 28 июля 1854[…], Вена — 19 октября 1926[…], Бухарест) — румынский физик, биолог, и один из первых микробиологов. Он внёс значимый вклад в изучение бешенства, лепры, дифтерии, туберкулёза, и других инфекционных заболеваний; сын Винсента Бабеша.
Университет имени Бабеша в Клуж-Напока и Университет медицины и фармацевтики имени Виктора Бабеша носят его имя.

## Биография
Виктор Бабеш родился в Вене (в то время, столице Австрийской империи) в семье румына из Баната Винченциу Бабеша и его жены Софии Гольдшнайдер. Он учился в Будапеште, затем в Вене, где он защитил свою докторскую в науке. Пораженный открытиями Пастера, он поехал в Париж, и работал сначала в лаборатории Пастера, а затем с Андре Корнилем.
В 1885 Бабеш открыл паразитическую спору клещей, названную Babesia (род Babesiidae), которая вызывает редкую и опасную группу заболевании называющихся  бабезиозы. В тот же год, он выпустил первый трактат по микробиологии в мире, Бактерии и их роль в гистопатологии инфекционных заболеваний, которую он написал в соавторстве с Корнилем.
Научные стремления Бабеша были обширными. Стал первым в истории ученым который доказал наличие туберкулёзной бациллы в моче заражённых пациентов. Он также открыл в нейронах, заражённых бешенством, клеточные включения, которые впоследствии были названы его именем  (тельца Бабеша — Негри).
Бабеш был одним из основателей сывороточной (крови) терапии, и был первым, кто ввёл вакцинацию от бешенства в Румынии.
Работал профессором Бухарестского университета патологии и микробиологии имени Карола Давилы. Совместно с К. Левадити изучал чуму и другие болезни.

## Названные в его честь
- Тельца Бабеша — Эрнста — метахроматические гранулы в цитоплазме грамположительных бактерий, таких как дифтерийная палочка.
- Тельца Бабеша — Негри — включения в зараженных бешенством нейронах
- Babesia — паразиты из отряда пироплазмид, возбудители бабезиоза

## Выбранные печатные работы
- Über Poliomyelitis anterior, 1877
- Ueber die selbständige combinirte Seiten- und Hinterstrangsclerose des Rückenmarks, [Virchows] Archiv für pathologische Anatomie und Physiologie und für klinische Medicin,Берлин, 1876
- Ueber einen im menschlichen Peritoneum gefundenen Nematoden, [Virchows] Archiv für pathologische Anatomie und Physiologie und für klinische Medicin, Berlin, volume LXXXI
- Studien über Safraninfärbung, 1881
- Bakterien des rothen Schweisses, 1881
- Eine experimentelle Studie über den Einfluss des Nervensystems auf die pathologischen Veränderungen der Haut, с Arthur von Irsay, Vierteljahresschrift für Dermatologie
- Les bactéries et leur rôle dans l’anatomie et l’histologie pathologiques des maladies infectieuses,1 volume and Atlas, Paris, F. Alcan, 1885
- Über isoliert färbbare Antheile von Bakterien, Zeitschrift für Hygiene, Leipzig, 1889, 5: 173-190
- Observations sur la morve, Archives de médecine experimentale et d’anatomie pathologique, 1891, 3:619-645
- Atlas der pathologischen Histologie des Nervensystems, Berlin, Hirschwald, 1892
- Untersuchungen über Koch's Kommabacillus, [Virchows] Archiv für pathologische Anatomie und Physiologie und für klinische Medicin, Berlin
- Untersuchungen über den Leprabazillus und über die Histologie der Lepra, Berlin, 1898
- Beobachtungen über Riesenzellen, Stuttgart, 1905
- Über die Notwendigkeit der AbVerfahrens der Wutbehandlungänderung des Pasteur'schen, Zeitschrift für Hygiene und Infektionskrankheiten, Leipzig, 1908, 58:401-412.